# Апокриф
Апо́криф (от др.-греч. ἀπό-κρῠφος — «скрытый, сокровенный, тайный» ← ἀπο- — «приставка со значением прошлого» и κρύφος, κρυφός, κρυπτός — «скрытый») — произведение религиозной литературы (иудейской и христианской), преимущественно посвящённое событиям и лицам Священной (ветхо- и новозаветной) и церковной истории, не включённое в канон Церковью (а ветхозаветный апокриф — также и иудейской синагогой). Такое понимание апокрифа применительно к ветхозаветным апокрифам используется в православии и католицизме. При этом в Русской православной церкви книги, не входящие в состав иудейского канона, но входящие в состав православной (не общехристианской) Библии именуются не «апокрифами», а «неканоническими книгами».
В протестантизме и иудаизме термином «апокрифы» именуются так называемые «неканонические» («второканонические») книги, входящие в состав Ветхого Завета в православии и католицизме, но не входящие в еврейскую Библию. Книги, называемые «апокрифами» в православии и католицизме, в протестантизме именуются «псевдоэпиграфами». В данной статье под «апокрифами», если не оговорено особо, понимаются произведения, не входящие в состав Ветхого и Нового Заветов в православии.
Апокрифы как Нового, так и Ветхого Заветов являются запрещёнными для чтения в церкви. Клириков, которые используют их для чтения в храме, Христианская церковь лишает сана. Однако содержание апокрифов часто становилось Священным Преданием Христианской церкви. Так, по мнению Владимира Лосского, источником Священного Предания могут быть и христианские апокрифы: «Церковь умеет извлечь из них то, что может полнить и иллюстрировать события, о которых умалчивает Писание, но которые Предание считает достоверными».
Апокрифы нередко претендуют на большую «истинность» по сравнению с каноническими книгами. В то же время жанр апокрифа близок к жанру легенды из-за необходимости для них заданного «прежде» канона.

## В христианстве

### Общие определения
Процесс развития представлений об апокрифах тесно связан с историей христианской книжности в целом, с канонизацией религиозных текстов. В разные периоды истории и в разной среде в понятие «апокриф» вкладывалось разное содержание и различные произведения считались апокрифическими. Так, различно воспринималась ветхозаветная легенда об Асенефе, опирающаяся на библейское сказание о браке Иосифа с дочерью египетского жреца Потифара (Быт. 41:45). Армянский учёный XIII века Мхитар Айриванеци помещает её в список, в то время как его современник сирийский епископ Эбед Есу в составленный им список истинных книг Ветхого Завета включил «Книгу Асенефы, жены Иосифа праведного».
Об апокрифических книгах писал патриарх и канонист Феодор Вальсамон: «есть и некоторые другие книги, называемые „апокрифическими“, на самом же деле — исполненные превратных догматов».
По определению «Церковного словаря» П. А. Алексеева (Спб., 1817), это — «сокровенные, то есть неизвестно от кого изданные книги, или что в церкви всенародно не читаны, как обыкновенно читается Св. Писание. Таковые книги суть все те, коих в Библии не имеется».
Существуют апокрифы, которые в целом расходятся с традиционным христианским вероучением, но отдельные элементы из них вошли в иконографию и богослужебные тексты, так, поздний апокриф, который называется «Протоевангелие Иакова», не признаётся Церковью боговдохновенным писанием и отвержен Вселенскими соборами, но часть текстов из него уже значительно позже, в VIII—IX веках, в пересказанном виде вошла в агиографию, в гимнографию и получила ещё позже, начиная с IX—X веков, отражение в иконописи. Большинство Богородичных праздников — Рождество Девы Марии, Введение во храм, частично Благовещение (это отразилось на иконографии) построено на Протоевангелии Иакова. Богослужебные тексты праздника Успения построены на пересказе поздних (VI—VII веков) апокрифов. Включение части апокрифических рассказов в гимнографию или агиографию произошло по причине длительной борьбы с апокрифами и длительного вытеснения их из Церкви. На Востоке рецепция соборного осуждения апокрифов произошла только в середине IX века; на Западе — только в XVI веке. Греческая гимнография Богородичных праздников написана в VIII—IX веках, в тот период, когда не было общецерковного осуждения апокрифов и авторы-гимнографы, такие как, например, Иоанн Дамаскин и Косма Маюмский пересказывали в стихотворной форме поздние апокрифы и включали их в богослужебные тексты. Иконография IX—X и последующих веков это иллюстрирование той же гимнографии VIII—IX веков, по этой причине апокрифы отражены в иконописи.

### Борьба с апокрифами до Рождества Христова
Апокрифические книги возникли вскоре после возвращения евреев из Вавилонского плена. Иудейский священник Ездра предпринял попытку собрать (и отделить от подложных апокрифов) все тогда ещё разрозненные и частично утраченные священные книги. Со своими помощниками Ездре удалось найти, исправить, перевести на современный ему язык, дополнить и систематизировать 39 книг (в Танахе иудейской традиции их объединяли в 22 книги — по числу букв в еврейском алфавите). Те книги-апокрифы, которые противоречили избранным книгам и расходились с традициями ветхозаветного предания, несли в себе след влияния языческих мифов и суеверия соседних народов и содержали оккультные практики и магические заклинания, а также книги, не имеющие религиозной ценности (хозяйственно-бытового, развлекательного, детского, познавательного, любовного и иного характера), заранее строго отсеивались (иногда беспощадно уничтожались) и не вошли в состав Танаха, а позднее и в состав христианского Ветхого Завета. Позже часть этих апокрифов (в иудаизме — псевдоэпиграфов) всё-таки вошла в состав Талмуда. Апокрифами изобилует и Каббала.
Согласно Талмуду, книги, не входящие в иудейский канон (Танах), признаются скрытыми (апокрифами в христианском смысле, то есть запрещаемыми народу), внешними и вообще не имеющими авторитета, приносящими вред читателям.

#### Проблема с неканоническими книгами
Согласно еврейской энциклопедии, канонизация разделов еврейской Библии (Танаха) происходила в разное время. Канонизация раздела Пятикнижие (Тора) относится к VI веку до н. э., раздела Пророки — к 323 году до н. э., раздела Писания — к началу II века н. э.
Точно неизвестно, по каким правилам еврейские учёные отбирали книги для еврейской Библии. Возможно, критерием каноничности были святость авторов этих книг и их пророческий характер. Иосиф Флавий утверждал, что ко времени Ездры и Неемии были собраны все 22 богодухновенные книги и к ним уже ничего нельзя ни прибавить, ни убавить. Все эти книги лежали в ковчеге в Храме. Список этих книг принято называть Ямнийским каноном, предположительно, установленным раввинами в конце I века н. э., хотя еврейский канон был окончательно завершён ещё до Рождества Христова. В христианстве эти книги разделены на 39 книг и входят в Ветхий Завет.
В Александрии в III веке до н. э. был создан перевод еврейской Библии на древнегреческий язык — Септуагинта. Впоследствии в неё вошли книги, написанные в III—I веках до н. э., причём некоторые из них были написаны на древнееврейском языке, а затем переведены на древнегреческий, а другие книги сразу были написаны на греческом. Септуагинта стала основной для христиан, говоривших в первые века христианства преимущественно на греческом языке. Эти книги впоследствии вошли в состав Ветхого Завета православных изданий Библии, а также в католическую Вульгату, причём в католицизме на соборах XV—XVI веков эти книги были признаны богодухновенными, как и книги еврейской Библии, и впоследствии названы второканоническими, за исключением второй и третьей книг Ездры и третьей книги Маккавейской, которые не входят в канон Католической церкви, считаясь апокрифами.
Позже, когда протестанты, пользуясь древними рукописными оригиналами, стали переводить Библию на современные национальные языки, то обнаружили отсутствие дополнительных книг, вошедших в канон Католической церкви, во всех еврейских текстах и объявили эти книги апокрифами (хотя не запрещали их, а только объявляли их маловажными). Следует заметить, что даже некоторые каноничные книги, не подтверждающие протестантские вероучения, вызывают у них сомнения (например, Послание апостола Иакова Мартин Лютер называл «соломенным»).
Одиннадцать неканонических книг Ветхого Завета, то есть не вошедших в еврейскую Библию, — в Русской православной церкви называются «небогодухновенными», но полезными и назидательными. Отрывки некоторых из них читаются во время общественного богослужения на паремиях. В настоящее время благодаря успехам библейской археологии для некоторых книг стали известны и еврейские тексты, ранее считавшиеся утерянными.

### Борьба с апокрифами после Рождества Христова
Уже ранняя церковь столкнулась с ещё бо́льшей необходимостью отделения канонических библейских книг от различных альтернативных апокрифических трактатов, сочинённых в разное время и разными людьми. Некоторые из них писались вполне благочестивыми, хотя наивными и безграмотными людьми, желавшими по-своему разъяснить и дополнить Священное Писание. Так, например, в «Хождении Богородицы по мукам» описывается нисхождение Божией Матери в ад и затем представительство Её перед престолом Сына.
Другие апокрифы — скрытые подлоги различных распространившихся раннехристианских сект, еретических движений, иудейских толков и гностицизма, использующих христианскую тематику. Были и такие авторы, которые намеренно, якобы от лица почитаемых в христианстве апостолов, составляли и распространяли лживые «евангелия» и «послания», компрометирующие общепризнанную Церковь, по их мнению — скрывающую изначально «истинное» учение. Например, в так называемом «Евангелии от Фомы» Иисусу Христу приписываются грубые слова, диаметрально противоположные Его высоконравственному учению, изложенному в канонических Евангелиях. Здесь Христос якобы выступает против самых главных христианских добродетелей — поста, молитвы и милостыни: 
Иисус сказал: Если вы поститесь, вы зародите в себе грех, и, если вы молитесь, вы будете осуждены, и, если вы подаёте милостыню, вы причините зло вашему духу.
Поэтому общины традиционных христиан во все времена старались защищать чистоту своей веры, и во все времена на соборах ими составлялись списки отреченных книг — запрещённых апокрифических и откровенно еретических писаний, которые запрещалось читать, издавать, и которые разыскивались и уничтожались (рвались, сжигались, или с пергаментов счищались/смывались запрещённые апокрифические и еретические тексты и писались достоверные палимпсесты).
В канон священных книг Церковью включены 27 новозаветных книг, признаваемых богодухновенными книгами, которые, по учению Церкви, были написаны непосредственно апостолами-самовидцами Христа. Состав новозаветного канона закреплён 85-м Апостольским правилом. Вместе с книгами Ветхого Завета они образуют христианскую Библию, в которой содержится 66 канонических книг и в православии и католицизме неканонические / второканонические книги Ветхого Завета. Второканонические книги признаны богодухновенными в католицизме. Богодухновенные книги Ветхого и Нового Заветов считаются основным авторитетным источником в вопросах священной истории и догматики в основных христианских конфессиях.
Начиная с I века началось постепенное вытеснение апокрифов из Церкви, и в конечном итоге апокрифы были отвергнуты Церковью. Но процесс этот был очень длительный. Например, Евсевий Кесарийский в своей книге «Церковная история» разделил книги на три категории: канонические книги, допускаемые к чтению, «отреченные». В декрете Геласия (Decretum Gelasianum), написанном между 519 и 553 годами, был приведён перечень текстов (индекс) «истинных и ложных» писаний.
Вопросы об отношении к апокрифам решались на соборах и принимались специальные каноны против апокрифов. Например, 59-е и 60-е правила Лаодикийского собора: 59. Не подобает в церкви читать псалмы не освященные или книги, не определённые правилом, но только в правилах означенные книги Ветхого и Нового Завета. 60. Читать подобает книги сии, Ветхого Завета:
1. Бытие мира. 2. Исход из Египта. 3. Левит. 4. Числа. 5. Второзаконие. 6. Иисус Навин. 7. Судии, Руфь. 8. Есфирь. 9. Царств, первая и вторая. 10. Царств, третья и четвертая. 11. Паралипоменон, первая и вторая. 12. Ездры, первая и вторая. 13. Книга псалмов ста пятидесяти. 14. Притчи Соломона. 15. Екклисиаст. 16. Песнь Песней. 17. Иов. 18. Двенадцать Пророков. 19. Исаия. 20. Иеремия, Варух плач и послание. 21. Иезекииль. 22. Даниил.
Нового же Завета:
- Евангелий четыре: от Матфея, от Марка, от Луки, от Иоанна; Деяния Апостольские, Посланий Соборных семь сии: Иакова - одно. Петра - два, Иоанна - три, Иуды - одно; посланий Павловых четырнадцать: к Римлянам - одно, к Коринфянам - два, к Галатам - одно, к Ефесеям - одно, к Филиппийцам - одно, к Колоссянам - одно, к Солунянам - два. к Евреям - одно, к Тимофею - два, к Титу - одно и к Филимону - одно.
33-е правило Карфагенского собора: «Постановлено такожде, да не читается ничто в церкви под именем Божественных Писаний, кроме писаний канонических».
Лаодикийский собор и Карфагенский собор были поместными соборами, их решения не могли распространяться на всю Церковь. По этой причине правила, принятые на них относительно апокрифов, не являлись общецерковными. В 691—692 годах император Юстиниан II организовал и возглавил Трулльский собор — большой поместный собор восточных иерархов, на нём был утверждён канонический авторитет 85-и Правил Апостольских, Лаодикийского собора, Карфагенского собора. На Западе постановления Трулльского собора не были приняты в VII веке; и решения Трулльского собора, в том числе относительно апокрифов, оставались во всей Церкви не как определения вселенского собора, а как определения одного из многочисленных поместных соборов. Рецепция решений Трулльского собора затянулась на долгие годы. В 787 году на Втором Никейском соборе, утвердившем иконопочитание, правила Трулльского собора рассматривались как решения Третьего Константинопольского собора. Однако на Западе решения Третьего Константинопольского собора были отвергнуты, а на Востоке иконопочитание очень скоро сменилось иконоборчеством. Окончательное восстановление иконопочитания, а вместе с ним и признание постановлений Трулльского собора об апокрифах, произошло лишь в 843 году на Константинопольском соборе. 843 год можно считать годом окончательной рецепции решений Трулльского собора на Востоке, в том числе соборного окончательного отвержения апокрифов. В 883 году правила, касающиеся апокрифов, изданы в Номоканоне Фотия как общецерковные.
На Западе догмат об иконопочитании, утверждённый Третьим Константинопольским собором, был принят. Но постановления Трулльского собора, в том числе постановления об апокрифах, так и не были приняты. Принятие библейского канона и отвержение апокрифов на Западе произошло в 1546 году на Тридентском соборе.
Сохранившиеся до нашего времени древние апокрифы имеют не только историческое значение, но в некоторой степени и диалектическое, так как в них отражены взгляды христиан первых веков.
В число апокрифов включают так называемые ветхозаветные апокрифы, апокрифические Евангелия, альтернативные тексты Деяний святых апостолов, Апокалипсисы и пр., а также альтернативные признанным Церковью биографии святых. Писания Отцов Церкви, литургические тексты, жития святых и другие тексты, причисляемые католической, православной и древневосточными церквями к Священному Преданию, к апокрифам не относятся.
Апокрифы сочиняются и в наше время, когда разнообразные секты, «старцы», предсказатели и «чудотворцы» сочиняют и распространяют религиозную литературу, по-своему трактующую историю и принципы христианского вероучения.

## Ветхозаветные апокрифы
К числу важнейших ветхозаветных апокрифов относятся:
- Первая книга Еноха
- Книга Юбилеев
- Заветы двенадцати патриархов
- Псалмы Соломона[29].

Все они были написаны в эллинистический период (IV—I века до н. э.), однако их отличают от неканонических / второканонических книг из-за претензии на таинственный (эзотерический) смысл.
Также к ветхозаветным апокрифам относятся:
- Исторические апокрифы:
  - «История Иосифа и Асенефи»
  - «Вознесение Исайи»
  - «Смерть Авраама»
  - «Мельхиседек»
  - «Житие Адама и Евы»
  - «Четвертая книга Варуха»
  - «Лествица Иакова»
  - «Жития пророков»[2]
- Апокалипсисы (Откровения):
  - Сирийский и греческий апокалипсисы Варуха
  - «Видение Варуха»
  - «Вторая книга Еноха»
  - «Откровение Авраама»
  - «Апокалипсис Адама»
  - Эфиопский «апокалипсис Варуха»
  - «Сивиллины оракулы»
  - «Трактат Сима»
  - «Апокалипсис Софонии»
  - «Четвертая книга Ездры»
  - «Апокалипсис Ездры»[2]
  - Откровение Седраха[30]
- Завещания:
  - «Каафа, сына Левия»
  - «Амрама»
  - «Моисея»
  - «Иова»
  - «Адама»
  - «Авраама»
  - «Исаака и Иакова»
  - «Соломона»[31].

## Новозаветные апокрифы
1. Евангелие Иуды
2. Евангелие от Петра
3. Евангелие детства
4. Евангелие от Египтян
5. Евангелие от евреев
6. Евангелие Истины
7. Евангелие от Марии
8. Евангелие от Фомы
9. Евангелие от Филиппа
10. Евангелие от Никодима
11. Евангелие от Варнавы
12. Евангелие Евы
13. Хождение Богородицы по мукам
14. Пастырь Ермы
15. Дидахе
16. Протоевангелие Иакова
17. Апокриф Иоанна

### Апокрифические евангелия
Поскольку в канон вошли только четыре евангелия, из которых только два, согласно христианской традиции, были написаны непосредственными ученикам Иисуса Христа, то в христианской среде часто возникал соблазн дополнить этот список евангелиями остальных учеников (Пётр, Иуда, Филипп, Фома) или приближённых Иисуса (брат Господень Иаков, Мария, Никодим). Апокрифических евангелий дошло до нас около 50. Авторы собирали те изустные предания, которые могли забыться, или описывали те события, о которых в канонических Евангелиях были только намёки. Иногда излагали евангельские рассказы в разговорной форме. Имён своих авторы этих текстов не указывали, а часто для придания большего значения своим произведениям выставляли имя кого-либо из апостолов или их учеников. Содержание апокрифических евангелий разнообразно, однако особый подраздел составляют т. н. «евангелия детства»:
- «Евангелие детства», приписываемое апостолу Фоме.
- «Евангелие Псевдо-Матфея» или «Книга о происхождении блаженной Марии и детстве Спасителя» сообщает о юности Иисуса;
- «Евангелие от Иакова» (продолжение «протоевангелия от Иакова»). Детство Иисуса от зачатия до 12 лет. Зачатие, рождение, бегство и жизнь в Египте в течение 3 лет, возвращение и жизнь в Назарете до 12 лет. Происхождение текста неизвестно;
- «Книга Иосифа Плотника» — история Иосифа-обручника;
- Арабское «Евангелие детства» — о пребывании Спасителя в Египте;
- «Тибетское Евангелие» («Тибетское сказание об Иисусе») — одно из «евангелий детства», согласно которому Иисус провёл свои ранние годы в Тибете и Индии.
- «Иисус в храме» — 3-дневный спор 12-летнего Иисуса с иудейскими фарисеями в Иерусалимском храме по поводу уже пришедшего Мессии. Происхождение и автор текста неизвестны.
- «Евангелие от Апеллеса»
- «Евангелие от Ессеев»
- «Тайное Евангелие от Марка»

### Апокрифические Деяния Апостолов
- «Деяния Варнавы»
- «Деяния Иоанна»
- «Деяния и мученичество апостола Матафия»
- «Деяния Павла»
- «Деяния Павла и Феклы»
- «Деяния Петра»
- «Деяния Петра и Павла»
- «Деяния святого апостола и евангелиста Иоанна Богослова»
- «Деяния святого апостола Фаддея, одного из двенадцати»
- «Деяния Филиппа»
- «Деяния Филиппа в Элладе»
- «Деяние Фомы» (древнего происхождения)
- «Мученичество святого апостола Павла»
- «Мученичество святого и преславного первоапостола Андрея»
- «Учение Аддая апостола»
- «29 глава Деяний апостолов»

### Апокрифические Послания Апостолов
- «Послание Авгаря ко Христу»
- «Послание Христа к Авгарю»
- «Переписка апостола Павла с Сенекой» (14 писем, упоминаются начиная с Иеронима Стридонского, до XV—XVI веков считались подлинными, затем была установлена их подложность)
- «Послание к Лаодикийцам»
- послания Климента Епископа (5 шт.)➤
- Послание Варнавы
- «Послание апостола Петра к апостолу Иакову»[32]
- «Послание двенадцати Апостолов»
- «Третье послание апостола Павла к Коринфянам»
- «Послание Дионисия Ареопагита»
- «Слово св. Иоанна Богослова»

### Апокрифические Апокалипсисы
Их также было множество, но целиком дошли только некоторые:
- «Апокалипсис Иоанна», существенно отличный от канонического[33].
- «Апокалипсис Петра»
- «Апокалипсис Павла»
- «Откровение Варфоломея»
- «Откровение Мефодия Патарского»

### Апокрифы, посвящённые святым
- «Сон Богородицы»
- «Святого Иоанна Богослова сказание об успении Святой Богородицы»
- «Сказание о двенадцати пятницах»
- «Сказание о Макарии Римском»
- «Сказание о подвигах Фёдора Тиринина»

### Прочие новозаветные апокрифы
- «Хождение апостола Павла по мукам»
- «Тайная Книга Иоанна»
- «Тайная Книга Иакова»
- «Диалог Спасителя»
- «Книга Фомы»
- «Беседа трёх святителей»
- «Сказание Афродитиана»

## На Руси
На Руси апокрифы могли называться отрече́нные книги, также отречённые книги, книги сокровенные — отвергнутые, лишённые авторитета (устар. отреченные) и запрещённые. Несмотря на такой статус, пользовались на Руси большой популярностью и имели широкое распространение.

### История
Апокрифы были заимствованы русской письменной культурой почти одновременно с каноническими из Византии и южнославянских стран.
Уже в «Повести временных лет» (начало XII века), в изложении проповеди греческого философа перед князем Владимиром, имеется ряд апокрифических подробностей, взятых из Палеи, заменявшей на Руси Ветхий Завет.
Апокрифы дополняли и уясняли многие библейские рассказы и отвечали на возникавшие при чтении Библии вопросы, поэтому были очень популярны. Приобретая всё большую популярность, они принимали в народной среде значение канонических книг. Даже священники часто смешивали их с каноническими книгами.
Для официального запрета книг составлялись их списки (индексы). Несмотря на распространение этих списков, апокрифы не переставали пользоваться значительной популярностью и входили в сборники и книги, наряду с подлинными сочинениями почитаемых отцов церкви. Отреченные тексты вошли почти во все памятники русской письменности — торжественники (сборники житий святых и похвальных слов), измарагды (литературные сборники религиозно-нравственного содержания для чтения мирянами), минеи (сборники житий святых) и др. К отреченным книгам принадлежали записи «ложных (апокрифических) молитв» и гадательные книги (волховники, книжники, трепетники, рафли, чаровники). Апокрифы на Руси подвергались различным переработкам и дополнениям, их списки нередко дают значительные варианты.
Списывание и редактирование отреченных писаний наиболее активно велось в XVI и XVII веках. Русское духовенство боролось с этой литературой до самого XVIII века, когда был издан Духовный Регламент 1721 года.

### Списки (индексы)
Популярность апокрифов и их смешение с каноническими текстами стали причиной составления списков канонических и апокрифических книг. На Руси были известны списки канонических и апокрифических (находящихся вне канона) книг в составе соборных постановлений (59-е правило Лаодикийского собора; около 360 года), в Апостольских постановлениях (380 год) и сочинениях отцов церкви.
Список из 29 наименований, приписываемый Иоанну Богослову, имеется в Святославовом сборнике 1073 года, в статье «Богословца от словес». Оригинал этого списка — греческое стихотворение, приписываемое в рукописи Иоанну Богослову или Григорию Богослову. Такой же список находится в составе Рязанской Кормчей книги (1284 год), и с разными изменениями повторяется в других Кормчих, церковных уставах, потребниках и др.
Особенно подробный список имеется в Погодинской (Расской) Кормчей XIV века (№ 31). Этот список русского происхождения; составлен на основе более ранних греческих, южнославянских и русских индексов. В XVII веке пересмотренный индекс был напечатан в «Кирилловой книге» (апрель 1644 года).
Некоторые памятники, включенные в индексы отреченных книг:
Переводные
- Адам, или Адам завет (переименованный Апокалипсис Моисея)
- Апокрифы о Моисее, в том числе Восход Моисеев
- Асенефь (история Иосифа и его жены Асенефи)
- «Басни» о Соломоне и Китоврасе
- Беседа трёх святителей
- Богородицыно действо
- Исаино видение
- Епистолия о неделе
- Заветы двенадцати патриархов
- Иаковля повесть — Первоевангелие Иакова
- Лествица Иакова
- Сказание о двенадцати пятницах
- Слова о Крестном древе
- «Откровение» Мефодия Патарского
- Сон Богородицы
- «Составленные мирские псалмы»
- О бражнике и о Акире (сатирическая повесть, с XVII века)
- О иерействе Христа
- О часах добрых и злых
- Обхождения апостольские
- Откровение Ездры
- Павлово откровение
- Петрово обавление
- Учение Климентово
- Хождение Богородицы по мукам
- Гадательные книги: Волховник, Громник, Колядник, Трепетник, Чаровник и др.

Известные на Руси только по названию
- Молитва Иосифова
- Откровение Илии
- Елдад и Модад
- Псалмы Соломона

Славянские
- «О Господе нашем Иисусе Христе, како в попы ставлен» (болгарского священника Иеремии)
- «О древе Креста» (Иеремии)
- О всей твари (вероятно, составлен на Руси в XV веке)
- «Как Христос плугом орал»
- «Что Пров царь Христа другом назвал»

### Запрещённые Стоглавым собором
Книги, запрещённые церковным Стоглавым собором 1551 года, включают:
- книга Адам
- книга Еноха
- Иосифова молитва
- Адамль завет
- Варфоломеевы вопросы Богородице
- О Соломоне царе и о Китоврасе басни и кощуны
- Еунатиевы муки
- Мартолой (Остролог, астролог, гадание по звездам)
- Чаровник (книга об оборотнях)
- Громник (согласно рукописи XV века, был собран царем Ираклием и содержал предсказания метеорологические, хозяйственные и политические, основанные на том, в каком знаке зодиака прогремит гром)
- Молнияник (предсказания, основанные на появлении молнии)
- Колядник (определяет, на какой день недели приходится Рождество Христово)
- Метание (гадание по жребию)
- Мысленик
- Сносудец (Сонник)
- Волховник (гадание по разным приметам)
- Звездочети
- Путник (приметы о встречах добрых и злых)
- Трепетник (добрые и недобрые приметы по трепетаниям и другим явлениям в человеческом теле)
- Рафли (гадания, книга по астрологии двенадцати знаков)
- Шестокрыл (перевод астрономического сочинения тарасконского еврея Иммануила бен Якоба от 1356 года)[42]
- Воронограй (приметы и гадания по крику воронов)
- Остромий
- Алманах
- Зодей (Зодий, Зодиак)
- Алиопах
- Аристотел
- Аристотелева врата (возможно, перевод сочинения Secretum Secretorum, приписанного Аристотелю)
- Лоб Адамль

### Влияние
Отреченные книги оказали значительное влияние на древнерусскую литературу. Исследователь апокрифов И. Я. Порфирьев отмечал: «В памятниках древней письменности апокрифические элементы распространены так сильно, что в редком из них мы не встречаем если не апокрифического сказания, то по крайней мере какой-нибудь апокрифической подробности». Изобилуют апокрифами русские тексты-паломники. Под их влиянием создавались различные жития, Поучение Владимира Мономаха, духовные стихи.
Апокрифы переделывались под влиянием русской народной культуры. Им придавался местный оттенок, вводились новые персонажи, изменялись имена. Отреченные книги вошли в русские былины. Некоторые былины представляют собой простую переделку апокрифа, как, например, былина о Василии Окульевиче, которая является адаптацией Повести о Соломоне и Китоврасе.

### Историография
Н. С. Тихонравов различал собственно «апокрифы» и «отреченные», «ложные» книги. Согласно Тихонравову, «критическое изучение отдельных памятников апокрифической и отреченной литературы могло бы объяснить нам многие факты народной русской словесности. Оно убедило бы нас, что те же стародавние верования индоевропейской семьи, которыми держится народная словесность, дали жизнь целой массе апокрифических и отреченных писаний; что древняя Россия называла отреченным всё то, что держалось и условливалось народным язычеством; что произведения народной словесности с точки зрения византийской теологии были отреченною, бесовскою забавою».
Тихонравов считал, что отреченные книги переходили в народную массу потому, что многие из них «держались теми же стародавними преданиями индоевропейской семьи, которых выражением была изустная словесность народа. Здесь источник тех неизменных симпатий, которыми сопровождались отреченные книги в древней России в течение целых столетий, — симпатий, которых не могли ослабить церковные запреты… Отреченная литература не развивала двоеверия в грамотных людях (как предполагали некоторые исследователи, напр. Галахов); она сама питалась и поддерживалась этим двоеверием… История древнерусского просвещения не представляет доказательств, чтобы наше духовенство ясно сознавало вред отреченных книг и систематически их преследовало. Напротив, немногие образованные пастыри русской церкви определённо указывали, что отреченные писания хранились именно в толстых сборниках у попов, — и рукописные сборники подтверждают справедливость этого указания». Сетования архиепископа Новгородского Геннадия (около 1410—1505 годов) на невежество и простоту поставляемых в попы также, согласно Тихонравову, служило лучшим доказательством того, что старое русское духовенство само вдохновлялось апокрифическими и отреченными писаниями. Ещё в XVI и XVII веках и те, и другие процветали в русской литературе.

## Поздние и современные псевдоцерковные апокрифы
- «Евангелие мира от ессеев» — известно только из публикации Эдмонда Бордо Секея (1905—1979), который утверждал, что ознакомился с текстом в 1923 году в секретных архивах Ватикана. В опубликованном Секеем тексте апокрифа Христос учит поклоняться помимо Бога-отца Земле-матери и её ангелам. Также он учит людей быть вегетарианцами и сыроедами, то есть не готовить пищу на огне.